# Ghionea, Giurgiu
Ghionea este un sat în comuna Ulmi din județul Giurgiu, Muntenia, România.